# Језик и књижевност
Језик и књижевност је бугарски филолошки часопис, покренут 1946. године. То је најстарији периодични филолошки научни часопис у Бугарској који и данас излази.

## О часопису
Часопис издаје Савез филолога бугариста. У њему се објављују прилози (радови, огледи, научна саопштења, преводи, прикази и хроника догађаја и сл.) из области језика, књижевности, културе, историје, образовања итд. Политика уредништва предвиђа да свака свеска има водећу тему, чији су прилози посебно наглашени у њој.
Главни уредник часописа са 2005. године је проф. Бојан Валчев, а пре њега, од 1995 до 2005. године ову дужност је обављао проф. Светлозар Игов.

## Часопис „Језик и књижевност“ о српском језику и књижевности
1. Росица Стефчева, Нови стандарти в обучението по хърватски и сръбски език
2. Иван Касабов, „Нови разработки по лексикология и лексикография на славянските езици”
3. Марина Владева, Жалбата за младост в „Кощана“ на Борисав Станкович и „Божура“ на Йордан Йовков
4. Боян Вълчев, Нашите съседи и ние. Размисли около понятието „сърбохърватски език”[3]
5. Лилия Илиева, Българският първообраз на „Додатък към Санктпетербургските сравнителни речници“